# Ordine dei Compagni d'Onore
L'Ordine dei Compagni d'Onore è un ordine cavalleresco vigente nel Regno Unito e nel Commonwealth. Fu fondato da Re Giorgio V nel giugno del 1917, come riconoscimento per meriti eccezionali nelle arti, nella letteratura, nella musica, nelle scienze, in politica, nell'industria e nella religione.

## Composizione
L'Ordine è composto dal Sovrano, oltre a non più di 65 Companions of Honour, in origine con una quota di 45 membri per il Regno Unito, 7 per l'Australia, 2 per la Nuova Zelanda e 11 per altri Paesi. Oltre a questi, gli stranieri possono diventare "Compagni onorari". L'ordine non conferisce il titolo di cavaliere o altro status, ma chi ne fa parte ha titolo a usare la sigla "CH" dopo il proprio nome.

## Insegne
Le insegne dell'Ordine consistono in un medaglione ovale con una quercia, uno scudo con le armi reali appese a un ramo e a sinistra un cavaliere in armatura. Il distintivo azzurro reca il motto IN ACTION FAITHFUL AND IN HONOUR CLEAR, la descrizione di Alexander Pope (in pentametro giambico) nella sua Epistola al Signor Addison di James Craggs, in seguito usato sul monumento di Craggs nell'Abbazia di Westminster), in lettere d'oro, e l'ovale è sormontato da una croce imperiale. Gli uomini indossano il distintivo su un nastro (rosso con fili esterni d'oro) intorno al collo, e le donne su un fiocco sulla spalla sinistra.

## Compagni attuali
- Sovrano
  - Carlo III del Regno Unito
- Compagni
  1.  Doug Anthony AC, CH (1981) - Politico, già Vice Primo ministro d'Australia
  2.  Norman Tebbit CH, PC (1987) - Politico
  3.  Kenneth Baker, barone Baker di Dorking CH, PC (1992) - Politico
  4.  Peter Brooke, barone Brooke di Sutton Mandeville CH, PC (1992) - Politico
  5.  Tom King, barone King di Bridgwater CH, PC (1992) - Politico
  6.  Janet Baker CH, DBE (1993) - Cantante d'opera
  7.  David Owen, barone Owen CH, PC (1994) - Politico
  8.  David Attenborough OM, CH, CVO, CBE, FRS, FZS (1995) - Conduttore e naturalista
  9.  Douglas Richard Hurd, barone Hurd di Westwell CH, CBE, PC (1995) - Politico
  10.  David Hockney OM, CH, RA (1997) - Artista
  11.  Michael Heseltine CH, PC (1997) - Politico
  12.  Chris Patten, barone Patten di Barnes CH, PC (1998) - Politico, già Governatore di Hong Kong
  13.  Peter Brook CH, CBE (1998) - Regista teatrale
  14.  Sir John Major KG, CH, PC (1998) - Politico, già Primo Ministro del Regno Unito
  15.  Bridget Riley CH, CBE (1998) - Artista
  16.  John de Chastelain CH, OC, CMM, CD (1999) - Generale e diplomatico
  17.  Sir Harrison Birtwistle CH (2001) - Compositore
  18.  James Lovelock CH, CBE, FRS (2003) - Scienziato e ambientalista
  19.  Dan McKenzie CH, FRS (2003) - Geofisico
  20.  David Hannay, barone Hannay di Chiswick GCMG, CH, (2003) - Diplomatico
  21.  Dame Judi Dench CH, DBE, FRSA (2005) - Attrice
  22.  Sir Ian McKellen CH, CBE (2008) - Attore
  23.  Michael Howard, barone Howard di Lympne CH, PC, QC (2011) - Politico
  24.  George Young, VI baronetto Bt., CH, MP (2012) - Politico
  25.  Sebastian Coe, barone Coe di Ranmore CH, KBE (2012) - Atleta, politico e presidente del comitato organizzatore delle Olimpiadi del 2012
  26.  Peter Higgs CH, FRS, FRSE (2012) - Fisico
  27.  Thomas Galbraith, II barone Strathclyde CH, PC (2013) - Politico
  28.  Sir Menzies Campbell CH, CBE, QC (2013) - Politico
  29.  Sir Nicholas Serota CH (2013) - Curatore museale
  30.  Onora Sylvia O'Neill, baronessa O'Neill di Bengarve CH, CBE, FBA, FRS (2013) - Filosofo
  31.  Margaret Natalie Smith Cross CH, DBE (2014) - Attrice
  32.  Kenneth Clarke CH, QC, PC, MP (2014) - Politico
  33.  Dame Mary Peters CH, DBE (2015) - Atleta
  34.  David Ivor Young, barone Young di Graffham CH, DL (2015) - Politico
  35.  Harry Kenneth Woolf, barone Woolf CH, PC, FBA (2015) - Giudice
  36.  Sir Roy Strong CH, FRSL (2015) - Storico dell'arte e direttore di museo
  37.  Dame Vera Lynn CH, DBE (2016) - Cantante
  38.  Robert Smith, barone Smith di Kelvin KT, CH (2016) - Imprenditore
  39.  Valerie Amos, baronessa Amos CH, PC (2016) - Politica e diplomatica
  40.  George Osborne CH, PC (2016) - Politico
  41.  Sir Richard Eyre CH, CBE (2016) - Regista
  42.  Dame Evelyn Glennie CH, DBE (2016) - Percussionista
  43.  Sir Alec Jeffreys CH, FRS (2016) - Genetista
  44.  Mary Warnock, baronessa Warnock CH, DBE, FBA, FMedSci (2016) - Filosofa
  45.  Shirley Vivian Teresa Brittain Williams, baronessa Williams di Crosby CH, PC (2016) - Politica
  46.  Sir Terence Conran CH (2017) - Designer
  47.  Sir Mark Elder CH (2017) - Direttore d'orchestra
  48.  Dame Beryl Grey CH, DBE  (2017) - Danzatrice
  49.  Sir Paul McCartney CH, MBE (2017) - Musicista
  50.  J. K. Rowling CH, OBE (2017) - Scrittrice
  51.  Dame Stephanie Shirley CH, DBE (2017) - Imprenditrice e attivista
  52.  Delia Smith CH, CBE (2017) - Cuoca e scrittrice
  53.  Nicholas Stern, barone di Brentford CH, FRS, FBA (2017) - Economista
  54.  Sir John Sulston CH, FRS (2017) - Biologo
  55.  Melvyn Bragg, barone Bragg CH, FRS, FBA, FRSL (2017) - Imprenditore
  56.  Lady Antonia Fraser CH, DBE, FRSL (2017) - Storica
  57.  Margaret MacMillan CC, CH (2017) - Storica

- Compagni onorari
  1.  Amartya Sen CH (2000) - Economista